# Critics’ Choice Movie Awards 2015
Die Critics’ Choice Movie Awards 2015 wurden von der Broadcast Film Critics Association am 15. Januar 2015 im Hollywood Palladium Theater am Sunset Boulevard im kalifornischen Los Angeles vergeben. Die Kritiker würdigten auf der insgesamt 20. Verleihung der Awards die besten Leistungen des Filmjahres 2014. Die Zeremonie wurde live auf dem US-Kabelsender A&E ausgestrahlt.
Die Nominierungen für die diesjährigen 28 Kategorien wurden am 15. Dezember 2014 bekanntgegeben.

## Gewinner und Nominierte
| Film                                                      | N   | A |
| --------------------------------------------------------- | --- | - |
| Birdman oder (Die unverhoffte Macht der Ahnungslosigkeit) | 130 | 7 |
| Grand Budapest Hotel                                      | 110 | 3 |
| Boyhood                                                   | 8   | 4 |
| Interstellar                                              | 7   | 1 |
| Gone Girl – Das perfekte Opfer                            | 6   | 1 |
| The Imitation Game – Ein streng geheimes Leben            | 6   | 0 |
| Guardians of the Galaxy                                   | 5   | 2 |
| Selma                                                     | 5   | 1 |
| Into the Woods                                            | 5   | 0 |
| Die Entdeckung der Unendlichkeit                          | 5   | 0 |
| Edge of Tomorrow                                          | 4   | 1 |
| Whiplash                                                  | 4   | 1 |
| Inherent Vice – Natürliche Mängel                         | 4   | 0 |
| St. Vincent                                               | 4   | 0 |
| Unbroken                                                  | 4   | 0 |
| Nightcrawler – Jede Nacht hat ihren Preis                 | 3   | 0 |
| Snowpiercer                                               | 3   | 0 |
| Top Five                                                  | 3   | 0 |

### Bester Film
Boyhood
Birdman oder (Die unverhoffte Macht der Ahnungslosigkeit) (Birdman or (The Unexpected Virtue of Ignorance))
Gone Girl – Das perfekte Opfer (Gone Girl)
Grand Budapest Hotel (The Grand Budapest Hotel)
The Imitation Game – Ein streng geheimes Leben (The Imitation Game)
Nightcrawler – Jede Nacht hat ihren Preis (Nightcrawler)
Selma
Die Entdeckung der Unendlichkeit (The Theory of Everything)
Unbroken
Whiplash

### Bester Hauptdarsteller
Michael Keaton – Birdman oder (Die unverhoffte Macht der Ahnungslosigkeit) (Birdman or (The Unexpected Virtue of Ignorance))
Benedict Cumberbatch – The Imitation Game – Ein streng geheimes Leben (The Imitation Game)
Ralph Fiennes – Grand Budapest Hotel (The Grand Budapest Hotel)
Jake Gyllenhaal – Nightcrawler – Jede Nacht hat ihren Preis (Nightcrawler)
David Oyelowo – Selma
Eddie Redmayne – Die Entdeckung der Unendlichkeit (The Theory of Everything)

### Beste Hauptdarstellerin
Julianne Moore – Still Alice – Mein Leben ohne Gestern (Still Alice)
Jennifer Aniston – Cake
Felicity Jones – Die Entdeckung der Unendlichkeit (The Theory of Everything)
Rosamund Pike – Gone Girl – Das perfekte Opfer (Gone Girl)
Reese Witherspoon – Der große Trip – Wild (Wild)
Marion Cotillard – Zwei Tage, eine Nacht (Deux jours, une nuit)

### Bester Nebendarsteller
J. K. Simmons – Whiplash
Josh Brolin – Inherent Vice – Natürliche Mängel (Inherent Vice)
Robert Duvall – Der Richter – Recht oder Ehre (The Judge)
Ethan Hawke – Boyhood
Edward Norton – Birdman oder (Die unverhoffte Macht der Ahnungslosigkeit) (Birdman or (The Unexpected Virtue of Ignorance))
Mark Ruffalo – Foxcatcher

### Beste Nebendarstellerin
Patricia Arquette – Boyhood
Jessica Chastain – A Most Violent Year
Keira Knightley – The Imitation Game – Ein streng geheimes Leben (The Imitation Game)
Emma Stone – Birdman oder (Die unverhoffte Macht der Ahnungslosigkeit) (Birdman or (The Unexpected Virtue of Ignorance))
Meryl Streep – Into the Woods
Tilda Swinton – Snowpiercer

### Beste Jungdarsteller
Ellar Coltrane – Boyhood
Ansel Elgort – Das Schicksal ist ein mieser Verräter (The Fault in Our Stars)
Mackenzie Foy – Interstellar
Jaeden Lieberher – St. Vincent
Tony Revolori – Grand Budapest Hotel (The Grand Budapest Hotel)
Quvenzhané Wallis – Annie
Noah Wiseman – Der Babadook (The Babadook)

### Bestes Schauspielensemble
Birdman oder (Die unverhoffte Macht der Ahnungslosigkeit) (Birdman or (The Unexpected Virtue of Ignorance))
Boyhood
Grand Budapest Hotel (The Grand Budapest Hotel)
The Imitation Game – Ein streng geheimes Leben (The Imitation Game)
Into the Woods
Selma

### Beste Regie
Richard Linklater – Boyhood
Wes Anderson – Grand Budapest Hotel (The Grand Budapest Hotel)
Ava DuVernay – Selma
David Fincher – Gone Girl – Das perfekte Opfer (Gone Girl)
Alejandro González Iñárritu – Birdman oder (Die unverhoffte Macht der Ahnungslosigkeit) (Birdman or (The Unexpected Virtue of Ignorance))
Angelina Jolie – Unbroken

### Bestes Originaldrehbuch
Alejandro González Iñárritu, Nicolás Giacobone, Alexander Dinelaris, Jr. und Armando Bó – Birdman oder (Die unverhoffte Macht der Ahnungslosigkeit) (Birdman or (The Unexpected Virtue of Ignorance))
Richard Linklater – Boyhood
Wes Anderson und Hugo Guinness – Grand Budapest Hotel (The Grand Budapest Hotel)
Dan Gilroy – Nightcrawler – Jede Nacht hat ihren Preis (Nightcrawler)
Damien Chazelle – Whiplash

### Bestes adaptiertes Drehbuch
Gillian Flynn – Gone Girl – Das perfekte Opfer (Gone Girl)
Graham Moore – The Imitation Game – Ein streng geheimes Leben (The Imitation Game)
Paul Thomas Anderson – Inherent Vice – Natürliche Mängel (Inherent Vice)
Anthony McCarten – Die Entdeckung der Unendlichkeit (The Theory of Everything)
Ethan Coen, Joel Coen, Richard LaGravenese und William Nicholson – Unbroken
Nick Hornby – Der große Trip – Wild (Wild)

### Beste Kamera
Emmanuel Lubezki – Birdman oder (Die unverhoffte Macht der Ahnungslosigkeit) (Birdman or (The Unexpected Virtue of Ignorance))
Robert D. Yeoman – Grand Budapest Hotel (The Grand Budapest Hotel)
Hoyte van Hoytema – Interstellar
Dick Pope – Mr. Turner – Meister des Lichts (Mr. Turner)
Roger Deakins – Unbroken

### Bestes Szenenbild
Adam Stockhausen und Anna Pinnock – Grand Budapest Hotel (The Grand Budapest Hotel)
Kevin Thompson und George DeTitta junior – Birdman oder (Die unverhoffte Macht der Ahnungslosigkeit) (Birdman or (The Unexpected Virtue of Ignorance))
David Crank und Amy Wells – Inherent Vice – Natürliche Mängel (Inherent Vice)
Nathan Crowley und Gary Fettis – Interstellar
Dennis Gassner und Anna Pinnock – Into the Woods
Ondrej Nekvasil und Beatrice Brentnerova – Snowpiercer

### Bester Schnitt
Douglas Crise und Stephen Mirrione – Birdman oder (Die unverhoffte Macht der Ahnungslosigkeit) (Birdman or (The Unexpected Virtue of Ignorance))
Sandra Adair – Boyhood
Kirk Baxter – Gone Girl – Das perfekte Opfer (Gone Girl)
Lee Smith – Interstellar
Tom Cross – Whiplash

### Beste Kostüme
Milena Canonero – Grand Budapest Hotel (The Grand Budapest Hotel)
Mark Bridges – Inherent Vice – Natürliche Mängel (Inherent Vice)
Colleen Atwood – Into the Woods
Anna B. Sheppard – Maleficent – Die dunkle Fee (Maleficent)
Jacqueline Durran – Mr. Turner – Meister des Lichts (Mr. Turner)

### Bestes Make-up
Guardians of the Galaxy
Foxcatcher
Der Hobbit: Die Schlacht der Fünf Heere (The Hobbit: The Battle of the Five Armies)
Into the Woods
Maleficent – Die dunkle Fee (Maleficent)

### Beste visuelle Effekte
Planet der Affen: Revolution (Dawn of the Planet of the Apes)
Edge of Tomorrow
Guardians of the Galaxy
Der Hobbit: Die Schlacht der Fünf Heere (The Hobbit: The Battle of the Five Armies)
Interstellar

### Bester animierter Spielfilm
The LEGO Movie
Baymax – Riesiges Robowabohu (Big Hero 6)
Manolo und das Buch des Lebens (The Book of Life)
Die Boxtrolls (The Boxtrolls)
Drachenzähmen leicht gemacht 2 (How to Train Your Dragon 2)

### Bester Actionfilm
Guardians of the Galaxy
American Sniper
The Return of the First Avenger (Captain America: The Winter Soldier)
Edge of Tomorrow
Herz aus Stahl (Fury)

### Bester Schauspieler in einem Actionfilm
Bradley Cooper – American Sniper
Tom Cruise – Edge of Tomorrow
Chris Evans – The Return of the First Avenger (Captain America: The Winter Soldier)
Brad Pitt – Herz aus Stahl (Fury)
Chris Pratt – Guardians of the Galaxy

### Beste Schauspielerin in einem Actionfilm
Emily Blunt – Edge of Tomorrow
Scarlett Johansson – Lucy
Jennifer Lawrence – Die Tribute von Panem – Mockingjay Teil 1 (The Hunger Games: Mockingjay – Part 1)
Zoe Saldana – Guardians of the Galaxy
Shailene Woodley – Die Bestimmung – Divergent (Divergent)

### Beste Komödie
Grand Budapest Hotel (The Grand Budapest Hotel)
Birdman oder (Die unverhoffte Macht der Ahnungslosigkeit) (Birdman or (The Unexpected Virtue of Ignorance))
St. Vincent
Top Five
22 Jump Street

### Bester Schauspieler in einer Komödie
Michael Keaton – Birdman oder (Die unverhoffte Macht der Ahnungslosigkeit) (Birdman or (The Unexpected Virtue of Ignorance))
Jon Favreau – Chef
Ralph Fiennes – Grand Budapest Hotel (The Grand Budapest Hotel)
Bill Murray – St. Vincent
Chris Rock – Top Five
Channing Tatum – 22 Jump Street

### Beste Schauspielerin in einer Komödie
Jenny Slate – Obvious Child
Rose Byrne – Bad Neighbors (Neighbors)
Rosario Dawson – Top Five
Melissa McCarthy – St. Vincent
Kristen Wiig – The Skeleton Twins

### Bester Sci-Fi-/Horrorfilm
Interstellar
Der Babadook (The Babadook)
Planet der Affen: Revolution (Dawn of the Planet of the Apes)
Snowpiercer
Under the Skin

### Bester fremdsprachiger Film
Höhere Gewalt (Turist)
Ida
Leviathan (Левиафан)
Zwei Tage, eine Nacht (Deux jours, une nuit)
Wild Tales – Jeder dreht mal durch! (Relatos salvajes)

### Bester Dokumentarfilm
Life Itself
Citizenfour
Glen Campbell: I’ll Be Me
Jodorowsky’s Dune
Last Days in Vietnam
The Overnighters

### Bestes Lied
„Glory“ aus Selma – John Legend und Common
„Big Eyes“ aus Big Eyes – Lana Del Rey
„Everything Is Awesome“ aus The LEGO Movie – Jo Li und The Lonely Island
„Lost Stars“ aus Can a Song Save Your Life? (Begin Again) – Keira Knightley
„Yellow Flicker Beat“ aus Die Tribute von Panem – Mockingjay Teil 1 (The Hunger Games: Mockingjay – Part 1) – Lorde

### Bester Komponist
Antonio Sánchez – Birdman oder (Die unverhoffte Macht der Ahnungslosigkeit) (Birdman or (The Unexpected Virtue of Ignorance))
Alexandre Desplat – The Imitation Game – Ein streng geheimes Leben (The Imitation Game)
Jóhann Jóhannsson – Die Entdeckung der Unendlichkeit (The Theory of Everything)
Trent Reznor und Atticus Ross – Gone Girl – Das perfekte Opfer (Gone Girl)
Hans Zimmer – Interstellar